# Superliga 2003/04 (Spanien)
Die Saison 2003/04 war die 30. Spielzeit der Superliga, der höchsten spanischen Eishockeyspielklasse. Meister wurde zum siebten Mal in der Vereinsgeschichte der CH Jaca.

## Hauptrunde

### Modus
In der Hauptrunde absolvierte jede der sechs Mannschaften insgesamt 15 Spiele. Die vier bestplatzierten Mannschaften qualifizierten sich für die Playoffs, in denen der Meister ausgespielt wurde. Ein Sieg in der regulären Spielzeit brachte einer Mannschaft 3 Punkte. Ein Sieg und eine Niederlage nach Verlängerung wurde mit 2 bzw. 1 Punkt vergütet. Für eine Niederlage in regulärer Spielzeit gab es keine Punkte.

### Tabelle
|    | Klub           | Sp | S  | OTS | OTN | N  | Tore   | Punkte |
| -- | -------------- | -- | -- | --- | --- | -- | ------ | ------ |
| 1. | CH Jaca        | 15 | 13 | 1   | 1   | 0  | 107:29 | 42     |
| 2. | CG Puigcerdà   | 15 | 10 | 0   | 1   | 4  | 81:49  | 31     |
| 3. | CH Gasteiz     | 14 | 8  | 0   | 0   | 6  | 41:52  | 24     |
| 4. | CH Txuri Urdin | 14 | 5  | 2   | 0   | 7  | 47:61  | 19     |
| 5. | CH Madrid      | 15 | 2  | 2   | 1   | 10 | 36:66  | 11     |
| 6. | FC Barcelona   | 15 | 2  | 0   | 2   | 11 | 30:85  | 8      |

Sp = Spiele, S = Siege, U = unentschieden, N = Niederlagen, OTS = Overtime-Siege, OTN = Overtime-Niederlage, SOS = Penalty-Siege, SON = Penalty-Niederlage

## Playoffs

### Halbfinale
- CH Jaca – CH Txuri Urdin 2:0 (11:2, 5:2)
- CG Puigcerdà – CH Gasteiz 2:1 (4:3 n. V., 1:3, 6:1)

### Finale
- CH Jaca – CG Puigcerdà 3:0 (6:5, 4:3, 3:2 n. V.)